# Svarttjärnen (Ovikens socken, Jämtland, 699467-141239)
Svarttjärnen är en sjö i Bergs kommun och Åre kommun i Jämtland och ingår i Indalsälvens huvudavrinningsområde. Sjön har en area på 0,137 kvadratkilometer och ligger 420 meter över havet.

## Delavrinningsområde
Svarttjärnen ingår i det delavrinningsområde (698856-141051) som SMHI kallar för Ovan 698944-141614. Medelhöjden är 539 meter över havet och ytan är 47,98 kvadratkilometer. Det finns inga avrinningsområden uppströms utan avrinningsområdet är högsta punkten. Västnårån (Häggån) som avvattnar avrinningsområdet har biflödesordning 2, vilket innebär att vattnet flödar genom totalt 2 vattendrag innan det når havet efter 305 kilometer. Avrinningsområdet består mestadels av skog (72 procent) och sankmarker (23 procent). Avrinningsområdet har 0,2 kvadratkilometer vattenytor vilket ger det en sjöprocent på 0,4 procent.